# قائمة الآلهة الجرمانية

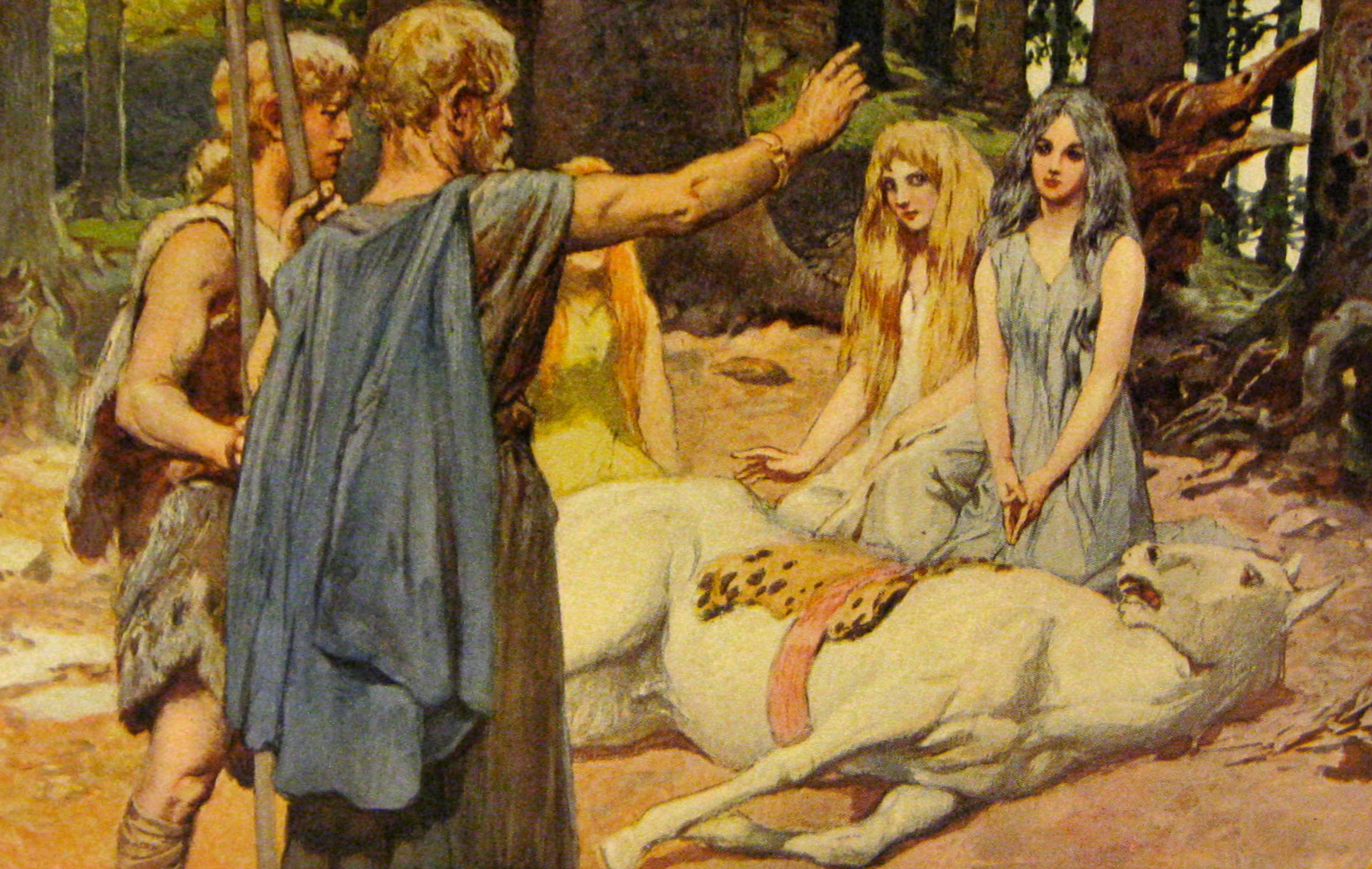
مشهد من تعويذة ميرسيبورغ: الإله ووتان (أودين) والإله بالدر يقفان أمام الآلهات سونا، سينثغانت، فولا وفريغ (إيميل دويبلير) (1905)

في العقائد الإسكندنافية، كان هناك عدد من الآلهة المختلفة، وقد جاءت هذه الآلهة من عدة مصادر، من ضمنها أسماء أشخاص، وأسماء أماكن، وغيرها. وفي هذا المقال قائمة شاملة لهذه الآلهة.

## الآلهة (الأرباب)
| الإسم | معنى الاسم                                                                         | الأقران والأزواج الموثقين                                    | الأولاد الموثقين                                 | الشهادات |
| --- | ---------------------------------------------------------------------------------- | ------------------------------------------------------------ | ------------------------------------------------ | --- |
| بالدر، Baldr (النرويجة القديمة)، Bældæg (الإنكليزية القديمة)                                                                          | التشكيك بالشكل النرويجي القديم. الشكل الإنكليزي القديم يترجم مباشرة "اليوم المشرق. | نانا                                                         | فورسيتي                                          | تعويذة موريسبورغ، إيدا الشعرية، لإيدا النثرية، غستا دونوروم، كرونيكون ليثيرنيس، أناليس لوندينيسيس، من المحتملبايوولف |
| براجي، Bragi (النرويجية القديمة) | بالإتصال مع Bragr ("الشعر")                                                        | إيدون                                                        | لم يوثق                                          | إيدا الشعرية، إيدا النثرية، أشعار قديمة                                                                              |
| ديلينغر، Dellingr (النرويجية القديمة)                                                                                                 | من المحتمل أن يكون فجر اليوم" أو "المشع"                                           | نوت                                                          | داغر                                             | إيدا الشعرية، إيدا النثرية                                                                                           |
| فورسيتي، Forseti (النرويجية القديمة)                                                                                                  | "الرئيس"                                                                           | لم يوثق                                                      | لم يوثق                                          | إيدا الشعرية، إيدا النثرية                                                                                           |
| فريي، Freyr (النرويجية القديمة), Frea (الإنكليزية القديمة), ينغفي، Yngvi ( النرويجية القديمة), Ing (الإنكلزية القديمة)                | "السيد"                                                                            | فرييا، جيردر                                                 | فيولنير (هايمسكرينغلا)                           | أفعال أساقفة هامبورغ، إيدا الشعرية، إيدا النثرية، هايمسكرينغلا، حكاية أوغموندار ثاتر، غيستا دونوروم، ومصادر أخرى     |
| هايمدال، Heimdallr (النرويجية القديمة)                                                                                                | "العالم المنير"                                                                    | لم يوثق                                                      | لم يوثق                                          | إيدا النثرية، إيدا الشعرية                                                                                           |
| هيرمودر، Hermóðr (النرويجية القديمة), Heremod (الإنكليزية القديمة)                                                                    | "روح الحرب"                                                                        | لم يوثق                                                      | سييف (بالإنكليزية القديمة فقط)                   | إيدا الشعرية، إيدا النثرية، بايوولف، الأنساب الملكية الإنكليزية القديمة                                              |
| هودر، Höðr (النرويجية القديمة) | "المحارب"                                                                          | لم يوثق                                                      | لم يوثق                                          | إيدا الشعرية، إيدا النثرية، غيستا دانوروم، كرونيكون ليثيرنيس, أناليس لوندينيسيس، ربما بايوولف                        |
| هونير، Hœnir (النرويجية القديمة) | تختلف الآراء                                                                       | لم يوثق                                                      | لم يوثق                                          | إيدا الشعرية، إيدا النثرية، أشعار اسكندنافية قديمة                                                                   |
| لودور، Lóðurr (النرويجية القديمة) | تختلف الآراء                                                                       | لم يوثق                                                      | لم يوثق                                          | إيدا الشعرية، أشعر اسكندنافية قديمة                                                                                  |
| لوكي، Loki (النرويجية القديمة) | تختلف الآراء                                                                       | سيغن، أنغربودا                                               | نارفي، فالي، فينرير، هيل، يورمونغاند، وسلايبنيير | إيدا الشعرية، إيدا النثرية، هايمسكرينغلا، قصة لوكي، أشعار نرويجية أثرية، ققص دانماركية تقليدية                       |
| ماني، Máni (النرويجية القديمة) | "القمر"                                                                            | لم يوثق                                                      | لم يوثق                                          | إيدا الشعرية, إيدا النثرية                                                                                           |
| ميلي، Meili (النرويجية القديمة) | "المحبوب"                                                                          | لم يوثق                                                      | لم يوثق                                          | إيدا الشعرية , إيدا النثرية                                                                                          |
| نيورد، Njörðr (النرويجية القديمة) | تختلف الآراء                                                                       | واحدةأخت غير مسماة، واحدة سكادي                              | فريي، فرييا                                      | إيدا الشعرية، إيدا النثرية، هايمسكرينغلا، ملاحم إيغليس، هاوكسبوك قسم الخاتم، أسماء أماكن                             |
| أودين: Óðinn (اللعة الجرمانية الشمالية), أودين (اللغة الجرمانية الغربية), *أودين (لما قبل الجرمانية) (انظر قائمة بأسماء أودين للمزيد) | "نوبة الجنون"                                                                      | فريغ (زوجة)، سكادي (فقط فيهايمسكرينغلا)، غونلود، يورد، ريندر | انظر أبناء أودين                                 | معظم الشهادات في الوثنية الجرمانية                                                                                   |
| أودر، Óðr (النرويجية القديمة) | "المسعور"                                                                          | فرييا                                                        | هنوس، غريسمي                                     | إيدا الشعرية, إيدا النثرية                                                                                           |
| ساكسنوت، Saxnōt (اللغة الساكسونية القديمة)، Seaxnet, Seaxnēat, Saxnat (الإنكليزية القديمة)                                            | اختلفت الآراء                                                                      | لم يوثق                                                      | لم يوثق                                          | قسم العماد بالساكسونية القديمة، الأنساب الملكية بالإنكليزية القديمة                                                  |
| ثور: Þórr (الجرمانية الشمالية)، Þunor (الإنكليزية القديمة)، Thunaer (الساكسونية القديمة)، Donar (المناطق الجرمانية الجنوبية)          | "الرعد"، كل الأسماء مشتقة من ماقبل الجرمانية *ÞunraR                               | سيف (زوجة)، يارنساكسا                                        | مودي وماغني، ثرودر                               | معظم الشهادات في الوثنية الجرمانية                                                                                   |
| نير، Týr (النرويجية القديمة), Tīw, Tīg (كلاهما الإنكليزية القديمة), Ziu (الجرمانية العليا القديمة)                                    | "رب", مشتقة من الجرمانية القديمة ديوس                                              | غير مسماة, من المحتمل زيسا                                   | لم يوثق                                          | إيدا الشعرية، إيدا النثرية، قصائد اسكندنافية قديمة، حائط هادريان مذبح                                                |
| أول، Ullr (النرويجية القديمة) | في بعض الأحيان "المجد"                                                             | لم يوثق                                                      | لم يوثق                                          | إيدا الشعرية, إيدا النثرية, قصائد اسكندنافية قديمة, غسيتا دونوروم, حلية ثوربيرغ, أسماء جغرافية في النرويج والسويد    |
| فالي، Váli (النرويجية القديمة) | شيء مثل "شهيد الحرب"                                                               | لم يوثق                                                      | لم يوثق                                          | إيدا الشعرية, إيدا النثرية, غسيتا دونوروم (ورد بووس)                                                                 |
| فيدار، Viðarr (النرويجية القديمة) | من المحتمل"الحاكم العام"                                                           | لم يوثق                                                      | لم يوثق                                          | إيدا الشعرية, إيدا النثرية                                                                                           |
| في، Vé (النرويجية القديمة) | في (المزار)                                                                        | ربما فريغ                                                    | غلم يوثق                                         | إيدا الشعرية, إيدا النثرية                                                                                           |
| فيلي، Vili (النرويجية القديمة) | "الرغبة"                                                                           | ربما فريغ                                                    | لم يوثق                                          | إيدا الشعرية, إيدا النثرية                                                                                           |

## الآلهات (الربّات)
| الإسم                                                                | معنى الاسم | الأقران والأزواج الموثقين  | الأولاد الموثقين       | الشهادات                                                               |
| -------------------------------------------------------------------- | --- | -------------------------- | ---------------------- | ---------------------------------------------------------------------- |
| بادوهينا، Baduhenna (الجرمانية اللاتينية)                            | بادو-, ربما أصل واحد من ماقبل الجرمانية *بادوا- تعني "المعركة." القسم الثاني من الاسم -هينا لربما يرتبط -هيناي, والذي يظهر بشكل عام بأسماء العاملات في المشافي. | لم يوثق                    | لم يوثق                | حوليات تاستيس                                                          |
| بيل، Bil (النرويجية القديمة)                                         | تختلف الآراء | لم يوثق                    | لم يوثق                | إيدا النثرية                                                           |
| بييلا، Beyla (النرويجية القديمة)                                     | من الممكن أن يكون المعنى مرتبط ببقرة، فول، أو نحلة" | بيغفير                     | لم يوثق                | إيدا الشعرية                                                           |
| إيير، Eir (النرويجية القديمة)                                        | "السلام والرأفة" أو المساعدة والرحمة | لم يوثق                    | لم يوثق                | إيدا الشعرية ، إيدا النثرية                                            |
| إيستور، Ēostre (النرويجية القديمة)                                   | "الشرق" | لم يوثق                    | لم يوثق                | [[حساب الزمن، (باللاتينية: De temporum ratione)                        |
| فرييا، Freyja (النرويجية القديمة) (انظر قائمة بأسماء فرييا للمزيد)   | "السيدة" | فريي, أودر                 | هنوس، جيرسيمي          | إيدا الشعرية, إيدا النثرية, هايمسكرينغلا, سورلا ثاتر                   |
| فريغ، Frigg (النرويجية القديمة)                                      | ذات جذر هندو أوروبي ويعني "الحب" | أودين                      | بالدر                  | إيدا الشعرية, إيدا النثرية, غيستا دونوروم, تاريخ اللومبار              |
| فولا، Fulla (النرويجية القديمة)                                      | من المحتمل "الوفيرة" | لم يوثق                    | لم يوثق                | تعاويذ ميرسبورغ، إيدا الشعرية                                          |
| جيفيون، Gefjun (النرويجية القديمة)                                   | مرتبطة "بالعطاء" | سكيولد، عملاق غير مسمى     | أربعة ثيران            | إيدا الشعرية, ملحمة ينغلينغا, فولسا ثاتر,                              |
| جيرسيمي، Gersemi (النرويجية القديمة)                                 | "الكنز، الشيء الثمين" | لم يوثق                    | لم يوثق                | هايمسكرينغلا                                                           |
| جيرد، Gerðr (النرويجية القديمة)                                      | "المسيجة" | فريي                       | فيولنير (هايمسكرينغلا) | إيدا الشعرية, إيدا النثرية, هايمسكرينغلا                               |
| غنا، Gná (النرويجية القديمة)                                         | من المحتمل أن تكون مرتبطة بالنرويجية القديمة غنيفا، والتي تعني "يشرع"                                                                                           | لم يوثق                    | لم يوثق                | إيدا النثرية                                                           |
| غولفيغ، Gullveig (النرويجية القديمة)                                 | تختلف الآراء | لم يوثق                    | لم يوثق                | إيدا الشعرية                                                           |
| هارياسا، Hariasa (النرويجية القديمة                                  | من المتمل أن تكون مرتبطة باسم الفالكيير هيريا أو تعني "الربة ذات الشعر الكثيف"                                                                                  | لم يوثق                    | لم يوثق                | صخرة من كولونيا، ألمانيا (نقوش كوربوس اللاتينية القديمة XIII 8185)     |
| هيل، Hel (النرويجية القديمة)                                         | التي تغطي او تخفي شيئا" | ديغفي (ينغلينغاتال)        | لم يوثق                | إيدا الشعرية, إيدا النثرية, ينغلينغاتال                                |
| هلين، Hlín (النرويجية القديمة)                                       | منرالمحتمل أن تكون مرتبطة بالنرويجية القديمة (hleinir) التي تعني الحمايات"                                                                                      | لم يوثق                    | لم يوثق                | إيدا الشعرية, إيدا النثرية                                             |
| هيرثا، Hretha (الإنكليزية القديمة)                                   | من المحتمل "المشهورة" أو "المنتصرة" | لم يوثق                    | لم يوثق                | حساب الزمن                                                             |
| هنوس، رويجية القديمةHnoss (الن)                                      | "الكنز" | لم يوثق                    | لم يوثق                | إيدا النثرية                                                           |
| إيلمر، Ilmr (النرويجية القديمة)                                      | من المحتمل أن تكون مرتبطة بالكلمة النرويجية القديمة (ilmr) والذي يعني "الرائحة اللطيفة"                                                                         | لم يوثق                    | لم يوثق                | إيدا النثرية, قصائد شعرية اسكندنافية قديمة                             |
| إيدون، Iðunn (النرويجية القديمة)                                     | من المحتمل "الشباب الدائم" | براجي                      | لم يوثق                | إيدا الشعرية، إيدا النثرية                                             |
| إربا، Irpa (النرويجية القديمة)                                       | من المحتمل أن يكون مرتبطا بالبني الداكن" | لم يوثق                    | لم يوثق                | ملحمة يوماسفايكينغ, ملحمة نيالس                                        |
| لوفن، Lofn (النرويجية القديمة)                                       | من المحتمل أن تكون مرتبطة "بالحمد" | لم يوثق                    | لم يوثق                | إيدا النثرية                                                           |
| نانا، Nanna (النرويجية القديمة)                                      | من المحتمل "الأم" منnanna, أو مرتبطة بكلمة nanþ-، والتي تعني "الجريئة"                                                                                          | بالدر                      | فورسيتي                | إيدا الشعرية، إيدا النثرية، غيستا دونوروم، وقائع من المخيمات, مشط سيتر |
| نيرثوس، Nerthus (جرمانية لاتينية, من ما قبل الجرمانية *Nerthuz)      | تحولت إلى اللاتينيةمن النرويجية القديمة Njörðr والتي من المحتمل أن تكون بهذا الشكل في القرن الأول قبل الميلاد                                                   | لم يوثق                    | لم يوثق                | جرمانيا                                                                |
| نيورن، Njörun (النرويجية القديمة)                                    | من المحتمل أن تكون مرتبطة بالإله النرويجي نيورد والربة الرومانية نيريو                                                                                          | لم يوثق                    | لم يوثق                | إيدا الشعرية، إيدا النثرية, أشعار اسكندنافية قديمة                     |
| نوت، Nótt (النرويجية القديمة)                                        | "الليل" | ناغلفاري، ومرةأنار، ديلينغ | أودر، يورد، داغر       | إيدا النثرية                                                           |
| ران، Rán (النرويجية القديمة)                                         | "السرقة، الإحتيال" | إيجر                       | تسعة بنات              | إيدا الشعرية, إيدا النثرية, ملحمة فريدثيوف                             |
| ريندر، Rindr (النرويجية القديمة)                                     | من المحتمل أن تكون مرتبط ب *Vrindr | أودين                      | فالي                   | إيدا الشعرية, إيدا النثرية, غيستا دونوروم                              |
| ساغا، Sága (النرويجية القديمة)                                       | من المحتمل "الرؤية" | لم يوثق                    | لم يوثق                | إيدا الشعرية, إيدا النثرية, قصائد اسكندنافية قديمة                     |
| ساندراوديغا، Sandraudiga (جرمانية لاتينية)                           | "تلك التي صبغت الرمال باللون الأحمر." | لم يوثق                    | لم يوثق                | صخرة برابانت الشمالية                                                  |
| سيف، Sif (النرويجية القديمة)                                         | "العلاقات القانونية" | ثور                        | ثرودر، أول             | إيدا شعرية, إيدا نثرية                                                 |
| سيغين، Sigyn النرويجية القديمة)                                      | "الصديقة المنتصرة" | لوكي                       | ناري، نارفي و/أو فالي  | إيدا الشعرية, إيدا النثرية                                             |
| سيبثغونت، Sinthgunt (جرمانية قديمة عليا)                             | اختلفت الآراء | لم يوثق                    | لم يوثق                | تعاويذ ميرسبورغ                                                        |
| سيوفن، Sjöfn (النرويجية القديمة)                                     | "الحب" | لم يوثق                    | لم يوثق                | إيدا النثرية                                                           |
| سكادي، Skaði (النرويجية القديمة)                                     | من المحتمل أن يرتبط سكانديا. | أول، أودين, ومرةنيورد.     | سيمينغر                | إيدا الشعرية, إيدا النثرية, ملحمة ينغلينغا                             |
| سونترا، Snotra (النرويجية القديمة)                                   | "الذكية" | لم يوثق                    | لم يوثق                | إيدا النثرية                                                           |
| سول، Sól (النرويجية القديمة), سونا، Sunna (الجرمانية العليا القديمة) | "الشمس" | غلين                       |                        | إيدا الشعرية، إيدا النثرية، تعاويذ ميرسبورغ                            |
| سين، Syn (النرويجية القديمة)                                         | "الإنكار" | لم يوثق                    | لم يوثق                | إيدا النثرية                                                           |
| تانفانا، Tanfana (جرمانية لاتينية)                                   | غير معروف | لم يوثق                    | لم يوثق                | جرمانيا، وثيقة Tamfanae sacrum                                         |
| ثرودر، Þrúðr (النرويجية القديمة)                                     | "القوة" | لم يوثق                    | لم يوثق                | إيدا الشعرية, إيدا النثرية, أبجدية كارفيلي الحجرية                     |
| ثورغيردر هولغابرودر، Þorgerðr Hölgabrúðr (النرويجية القديمة)         | حرفيا "عروس ثورغيردر هولغا" | لم يوثق                    | هولغي، ربما آخرون      | ملحمة يوماسفايكينغ, ملحمة نيالس, سكالدسكابامال, ملحمة فرينغا           |
| فار، Vár (النرويجية القديمة)                                         | "المحبوبة" | لم يوثق                    | لم يوثق                | إيدا الشعرية, إيدا النثرية                                             |
| فور، Vör (النرويجية القديمة)                                         | من المحتمل "المعتنية" | لم يوثق                    | لم يوثق                | إيدا النثرية                                                           |
| زيسا                                                                 | من المحتمل مرتبطة بـ *Tiwaz | لم يوثق                    | ربما تير               |                                                                        |

## الملاحظات
1. 1 2  Simek (2007:26).
2. ↑  Simek (2007:43).
3. ↑  Bellows (1936:75).
4. ↑  Orchard (1997:32).
5. ↑  Orchard (1997:46).
6. ↑  Orchard (1997:47).
7. ↑  Orchard (1997:78).
8. ↑  Orchard (1997:83).
9. ↑  Orchard (1997:88).
10. ↑  Simek (2007:210).
11. ↑  Orchard (1997:123).
12. ↑  Orchard (1997:121).
13. ↑  Simek (2007:322).
14. ↑  Simek (2007:337).
15. ↑  Lindow (2001:301).
16. ↑  Orchard (1997:174—175).
17. ↑  Orchard (1997:173).
18. ↑  Simek (2007:363).
19. ↑  Lindow (2001:78).
20. ↑  Lindow (2001:105).
21. ↑  Orchard (1997:36).
22. ↑  Barnhart (1995:229).
23. ↑  Lindow (2001:126)
24. ↑  Lindow (2001:129).
25. ↑  Orchard (1997:49).
26. ↑  North (1997:71).
27. ↑  Simek (2007:106).
28. ↑  Orchard (1997:54).
29. ↑  Lindow (2001:147).
30. ↑  Simek (2007:131).
31. 1 2  Lindow (2001:177).
32. ↑  Simek (2007:159).
33. ↑  Grimm (1888:1374).
34. ↑  Lindow (2001:199).
35. ↑  Simek (2007:176).
36. ↑  Lindow (2001:213).
37. ↑  Simek (2007:227).
38. ↑  Lindow (2001:237-238)
39. ↑  Finnur Jónsson (1913:110) suggests a Njörðr connection, Magnússon (1989:671) suggests Njörðr and Nerio.
40. ↑  Orchard (1997:120).
41. ↑  Simek (2007:260).
42. ↑  Simek (2007:266).
43. ↑  Lindow (2001:265).
44. ↑  Nordisk Familjebok (1916:665).
45. ↑  Lindow (2001:266).
46. ↑  Orchard (1997:146).
47. ↑  Lindow (2001:268).
48. ↑  Simek (2007:287).
49. ↑  Simek (2007:296).
50. ↑  Orchard (1997:152).
51. ↑  Orchard (1997:157).
52. ↑  Orchard (1997:165).
53. ↑  Simek (2007:326-327).
54. ↑  Simek (2007:353).
55. ↑  Simek (2007:368).